# Stefano Mauri
Stefano Mauri (* 8. Januar 1980 in Monza) ist ein italienischer ehemaliger Fußballspieler.

## Karriere

### Im Verein
Mauri startete seine Karriere 1998 beim Amateurklub AC Meda 1913 in der fünftklassigen Campionato Nazionale Dilettanti. Bereits in seinem ersten Jahr war er Stammspieler und konnte mit dem Verein in die Serie C2 aufsteigen. Bis 2001 spielte er noch bei Meda, ehe er zum Zweitligisten FC Modena wechselte. In der Saison 2001/02 stieg er mit Modena in die Serie A auf, kam aber in der Aufstiegssaison nur zu neun Einsätzen. In seiner ersten Erstligasaison spielte er 25-mal und verhalf seinem Klub zum Klassenerhalt. Zur Saison 2003/04 wurde Mauri an den Ligakonkurrenten Brescia Calcio verliehen, für den er in 30 Spielen sieben Tore erzielte. In derselben Saison stieg Modena wieder aus der Serie A ab und Mauri wechselte zu Udinese Calcio.
In seiner ersten Saison bei Udinese gelang ihm mit dem Klub die Qualifikation zur UEFA Champions League. Die Champions-League-Saison 2005/06 verlief für Udinese nicht allzu erfolgreich, da man in der Gruppenphase hinter dem FC Barcelona und Werder Bremen nur den dritten Platz belegen konnte und somit in den UEFA-Pokal abstieg. Auch in der Liga lief es nicht rund und man befand sich zur Winterpause nach dem vierten Platz in der Vorsaison auf einem enttäuschenden 10. Rang. Ende Januar 2006 wurde Mauri für ein halbes Jahr an Lazio Rom verliehen. Zur Saison 2006/07 wurde er für eine Ablösesumme von circa drei Millionen Euro von Lazio endgültig verpflichtet. Am 28. Mai 2012 wurde er im Zuge einer Razzia der italienischen Polizei wegen einer möglichen Verstrickung in einen Wettskandal zusammen mit anderen aktuellen und ehemaligen Profis verhaftet.
Am 3. August 2013 wurde Mauri von der italienischen Disziplinarkommission wegen des Wettskandals für sechs Monate gesperrt.
Im Sommer 2016 verließ Mauri Lazio, da sein Vertrag auslief. Er blieb bis Januar 2017 vereinslos, als er einen Vertrag bei seinem Ex-Klub Brescia Calcio erhielt. Als der Vertrag im Sommer 2017 endete, beschloss Mauri seine Laufbahn.

### In der Nationalmannschaft
Mauri gab sein Debüt in der italienischen Nationalmannschaft am 17. November 2004 in einem Freundschaftsspiel gegen Finnland. Er bestritt insgesamt elf Länderspiele, sein letztes davon im Jahr 2011.

## Erfolge
- Italienischer Pokalsieger: 2008/09, 2012/13
- Italienischer Supercupsieger: 2009